# Стеатит
Стеатитът (на френски: Stéatite; също талкохлорит, сапунен камък) е природен строителен и декоративен материал, скала с метаморфен произход, състояща се от талк (40 – 50 %), магнезит (40 – 50 %) и хлорит (5 – 8 %); минералният и химичен състав са непостоянни. На външен вид представлява камък със сив цвят, непрозрачен е, в зависимост от примесите цветът може да е и бял, кафеникав, със зеленикав или жълтеникав оттенък, а също (рядко) червен или тъмновишнев. Повърхността е матова, с копринена структура. Твърдостта е от 1 до 5,5, плътността – около 2,75. В природата се среща във вид на пластови залежи.

## Синоними
Освен названието стеатит, често се употребяват синоними: талкохлорит, восъчен камък, леден камък, сапунен камък (дословен превод от английското Soapstone).

## Технически свойства
- Точка на топене: 1630 – 1640 °C
- Специфичен топлинен капацитет: 0,98 kJ/kg.°C
- Топлопроводност: 6 W/m.°C
- Топлинно разширение: 0,001 %/°C

## Местонаходища
Във Финландия има повече от 100 разработени местонаходища на стеатит. Най-големите залежи се намират на територията на Източна Финландия. Тези залежи са разработени още по времето, когато Финландия е влизала в състава на Руската империя. Финландският геолог Бенжамин Фростерус, един от учредителите на компанията Finska Täljsten Ab (Suomen Vuolukivi Oy), открива местонаходището в Нуналахти, което е едно от най-добрите в света по качество и големина на запасите. На тази територия се добива основното количество стеатит. Местонаходища на стеатит са разработени също в Южна Африка, Бразилия, Китай, Франция, Русия, Индия, САЩ, Бразилия.

## Приложение
Стеатитът е камък, известен на хората от много хилядолетия. Използван е за направа на резбарски изделия. В частност, от него са направени някои фигурки на палеолитни венери, съхранявани в археологическия музей в Ираклио, вази и други изделия. От стеатит се правят също съдове (тигани, гърнета, кани и т.н.). Камъкът лесно се оцветява, понякога оцветен стеатит може да бъде взет за нефрит, въпреки че силно се различава по якост.
Благодарение на лесната обработка и дълготрайността, той е прекрасен строителен и облицовъчен огнеупорен материал, притежава високи специфичен топлинен капацитет и топлопроводимост. Последните свойства обусловят неговото използване за топли подове и стени, а също за облицовка и зидане на печки и камини. Стеатитът издържа температура до 1600 °C, а вследствие високия си топлинен капацитет максимално акумулира топлинната енергия и дълго и равномерно я отдава.
Химичната устойчивост на този камък е изключително висока. Той устоява на въздействието даже и на силни киселини, повърхността му могат да разядат само много силни основи.
В строителството стеатитът се използва във вид на плочи, специални изделия, чакъл и прах. Тухли и плочи от стеатит служат за облицовка на пещи и битови печки, камини, за строителство на топли подове и стени в басейни, сауни, жилищни помещения; прах от стеатит, смесен с течно стъкло се ползва като лепило при зидането на гореизброените изделия.
Интересно е, че стеатитът се използва за направата на т.нар. „камъни за уиски“ (на английски: whiskey stones), използвани за охлаждане на напитки – без да ги разреждат и без да изменят вкуса им.
От стеатит (и железобетон) е направена и знаменитата статуя на Христос Спасителя, простряла ръце над Рио де Жанейро от върха на планината Корковадо.